# Młyn w Gębicach
Młyn w Gębicach – młyn wodny zbożowy nad Bzurą wybudowany w 1904 r. we wsi Gębice, obecnie na obszarze Ozorkowa, w powiecie zgierskim, w województwie łódzkim.

## Historia miejsca
Według lokalnej tradycji młyny wodne w tej lokalizacji istniały od niepamiętnych czasów. Poprzednikiem zachowanego obecnie młyna był drewniany młyn usytuowany częściowo na palach wodnych nad wodą (część produkcyjna) a częściowo na stałym lądzie (część mieszkalna), kryty początkowo słomą, a następnie gontem. Młyn ten uległ spaleniu w 1889 r.

## Obecny młyn
W miejscu po spalonym młynie wybudowano w 1904 r. obecnie istniejący młyn: budynek murowany z cegły, z dachem dwuspadowym krytym papą. Do budynku przylegała murowana turbinownia od strony wody oraz budynek mieszkalny i magazynowy od strony lądu. Był wyposażony w betonowe urządzenia wodne (koryto robocze, jaz, zastawki). Był zasilany turbiną wodną i wyposażony w 5 par walców, 1 parę kamieni francuskich, 1 parę kamieni śląskich i urządzenia czyszczące. Młyn powstał z inicjatywy Towarzystwa Akcyjnego Cukrowni „Leśmierz”, które było jego pierwszym zarządcą. W okresie międzywojennym jego moc przemiałowa wynosiła ok. 15 t zboża na dobę. W okresie II wojny światowej był unieruchomiony i uległ zniszczeniu. W okresie PRL był czynny, początkowo pod prywatnym zarządem repatriowanego młynarza, następnie (od 1950) został upaństwowiony, a od 1957 r. ponownie stanowił własność prywatną. W latach 70. był czynny, pracował z wykorzystaniem 2 par walców. W 1988 r., na skutek decyzji o włączeniu obszaru wsi Gębice do obszaru Ozorkowa, młyn znalazł się na terenie administracyjnym tego miasta. W 2024 r. jest nieczynny, w stanie ruiny.

## Galeria

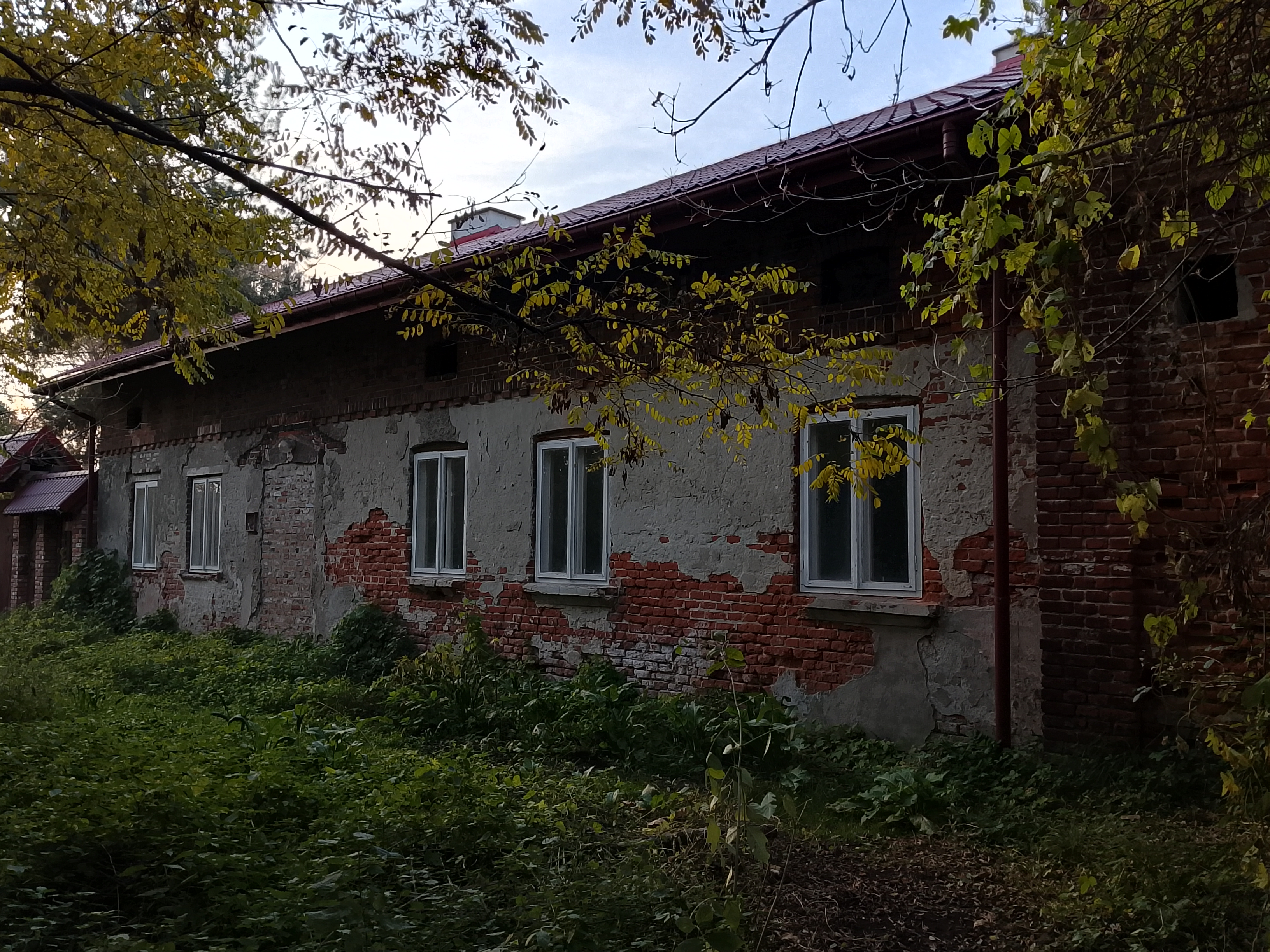
Dom młynarza w Gębicach (Ozorków) w 2024 r.
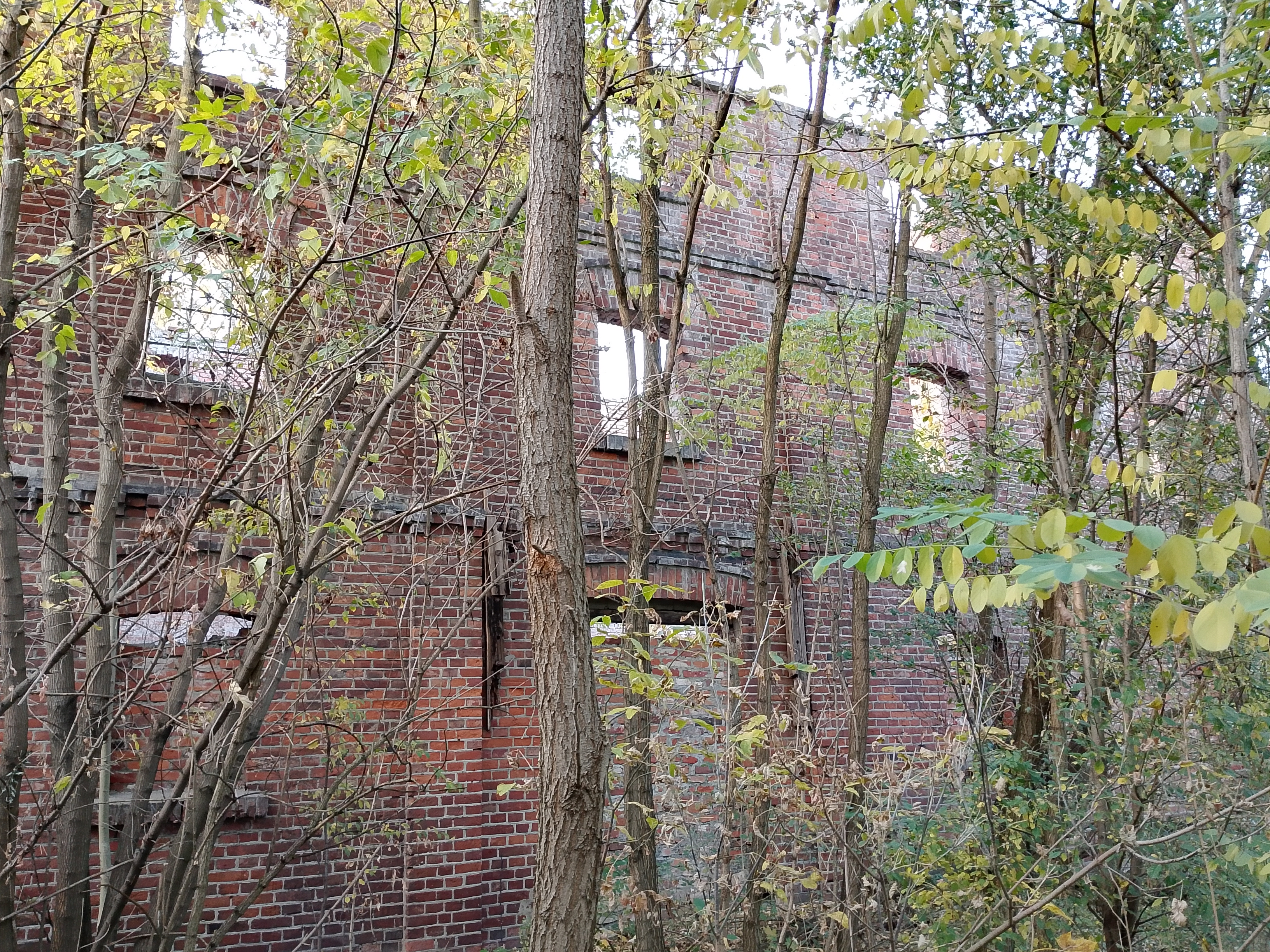
Młyn w Gębicach (Ozorkowie) od frontu w 2024 r.
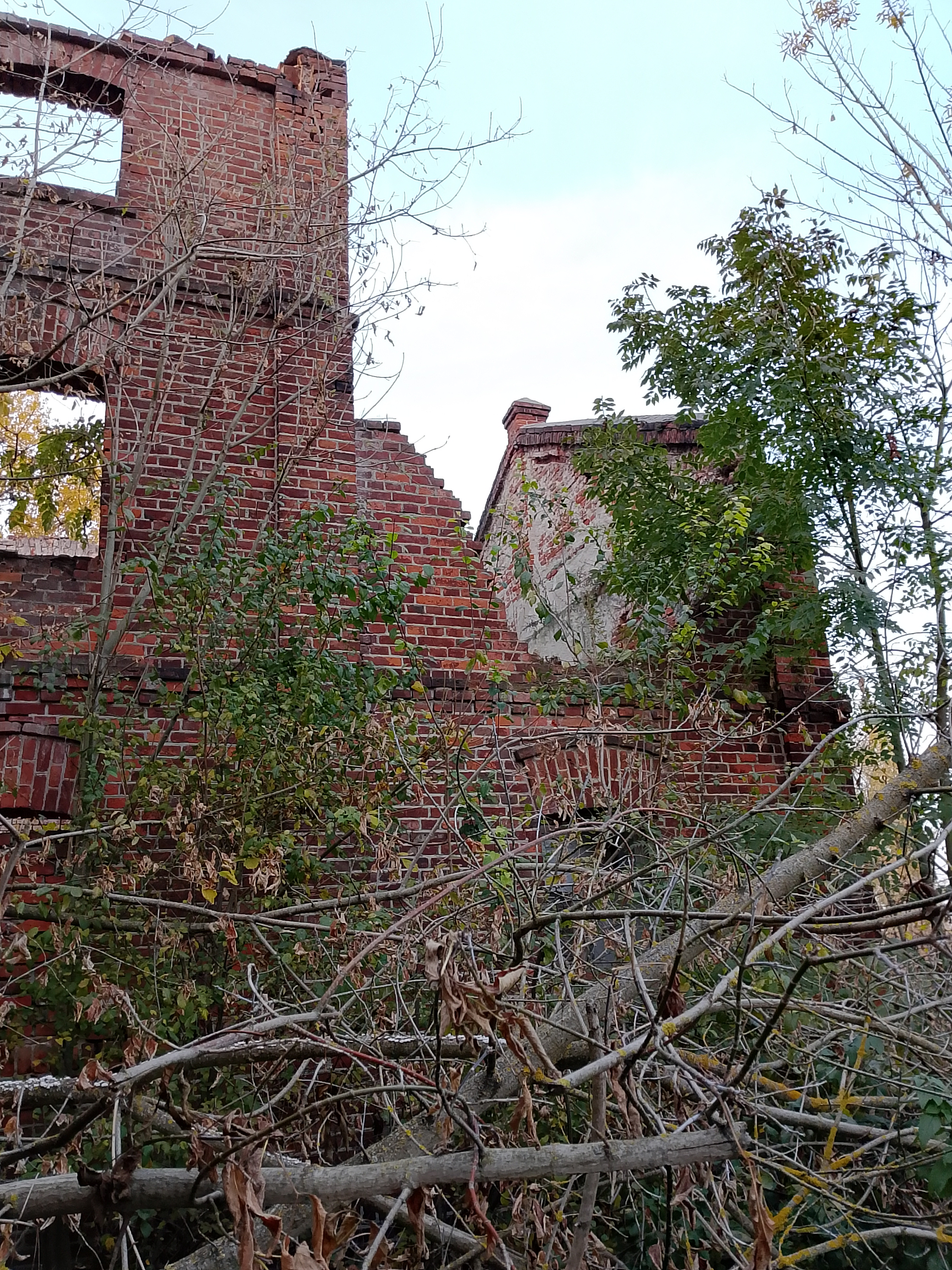
Pozostałości turbinowni